# Шале (Ендр)
Шале (фр. Chalais) насеље је и општина у централној Француској у региону Центар (регион), у департману Ендр која припада префектури Блан.
По подацима из 2011. године у општини је живело 165 становника, а густина насељености је износила 4,16 становника/km². Општина се простире на површини од 39,65 km². Налази се на средњој надморској висини од 144 метара (максималној 161 m, а минималној 95 m).

## Демографија
| 1962. | 1968. | 1975. | 1982. | 1990. | 1999. | 2011. |
| ----- | ----- | ----- | ----- | ----- | ----- | ----- |
| 298   | 325   | 257   | 198   | 186   | 165   | 165   |

График промене броја становника у току последњих година